# Bucephala clangula

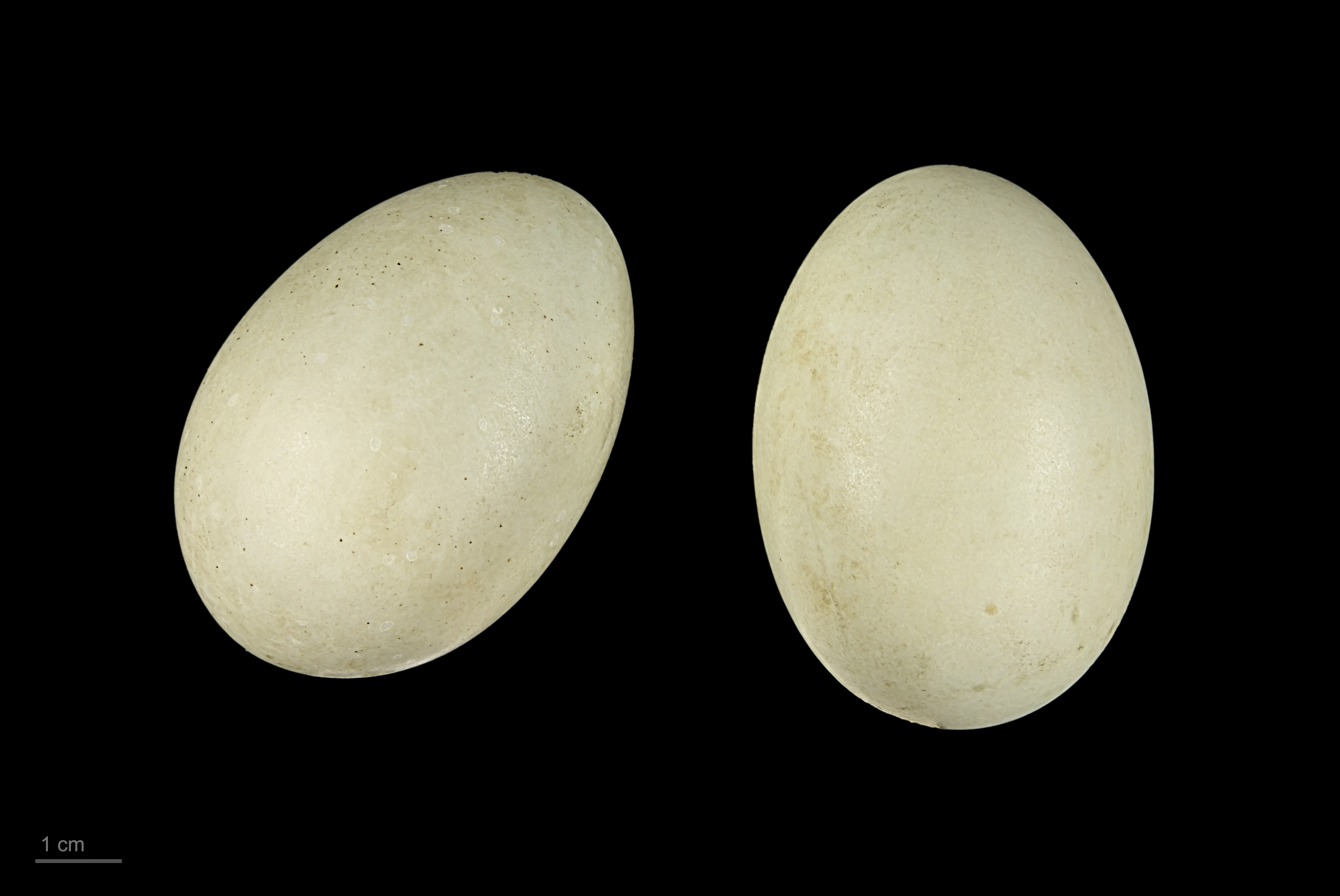
Bucephala clangula

Il quattrocchi o quattrocchi comune (Bucephala clangula, Linnaeus 1758) è un'anatra marina di medie dimensioni del genere Bucephala. Il suo parente più stretto è il quattrocchi d'Islanda (Bucephala islandica), di aspetto simile.

## Descrizione
I maschi adulti misurano 45–52 cm e pesano dagli 888 ai 1400 grammi, mentre le femmine misurano 40–50 cm e pesano dai 500 ai 1182 grammi. Questa specie deve il suo appropriato nome inglese di Goldeneye al suo occhio giallo-dorato. I maschi adulti hanno la testa scura con riflessi verdastri ed una macchia circolare bianca sotto all'occhio (da cui il nome italiano di "quattrocchi" per l'aspetto della testa che, a distanza, sembra aver appunto due occhi per lato), il dorso scuro ed il collo e il ventre bianchi. Le femmine adulte hanno la testa bruna ed il corpo in prevalenza grigio.

## Distribuzione e habitat
Il loro habitat di nidificazione è la taiga. Si trovano nei laghi e nei fiumi delle foreste boreali dal Canada e dagli Stati Uniti settentrionali fino alla Scandinavia e alla Russia settentrionale. Sono migratori e la maggior parte sverna in acque costiere riparate o in acque continentali aperte a latitudini più temperate. Generalmente nidificano nelle cavità dei grandi alberi. Utilizzano prontamente anche le scatole-nido, che hanno reso possibile a questi uccelli di stabilire una popolazione sana e nidificante in Scozia, dove stanno aumentando e diffondendosi lentamente proprio grazie all'aiuto delle scatole-nido. In inverno sono solitamente abbastanza comuni attorno ai laghi della Bretagna e alcuni sono stati incoraggiati a nidificare in scatole-nido appositamente posizionate per tentare di farli stabilire in quei luoghi durante tutto l'anno.

## Riproduzione
Spesso le cavità naturali degli alberi sono formate da rami spezzati, senza bisogno di essere scavate dai picchi pileati o dai picchi neri, gli unici animali in grado di scavare cavità negli alberi abbastanza grandi da poter contenere comodamente un quattrocchi. Le dimensioni medie di un uovo sono una larghezza di 43,3 mm, una lunghezza di 59,3 mm e un peso di 64 grammi. Il periodo di incubazione varia dai 28 ai 32 giorni. La femmina effettua tutta l'incubazione da sola e viene abbandonata dal maschio dopo 1 o 2 settimane dall'inizio dell'incubazione. I piccoli rimangono nel nido per circa 24-36 ore. Il parassitismo delle nidiate è abbastanza comune e viene effettuato sia nei confronti di altri quattrocchi che in quelli di altre specie di anatre e, mescolate con uova di quattrocchi, sono state trovate perfino uova di rondini arboricole e di storni europei. Le nidiate iniziano normalmente a mescolarsi con quelle di altre femmine e diventano sempre più indipendenti. Sono noti casi di piccoli quattrocchi che sono stati uccisi da altre madri di quattrocchi, da strolaghe comuni e da svassi dal collo rossi entrati in competizione con loro. I piccoli sono in grado di volare a 55-65 giorni di età.

## Alimentazione
Questi uccelli vanno alla ricerca di cibo immergendosi sott'acqua. Per tutto l'anno, circa il 32% delle loro prede sono crostacei, il 28% insetti acquatici e il 10% molluschi. Durante la nidificazione le prede predominanti sono gli insetti, mentre i crostacei lo sono durante la migrazione e il periodo di svernamento. Localmente, possono essere cibi importanti anche uova di pesce e piante acquatiche.

## Predazione, rischi e pericoli
Loro stessi possono cadere vittima di varie specie di falchi, gufi e aquile, mentre le femmine e le loro nidiate vengono predate da orsi (Ursus spp.), da varie specie di donnole (Mustela spp.), visoni (Mustela vison), procioni (Procyon lotor) e persino da picchi aurati (Colaptes auratus) e da scoiattoli rossi (Tamiasciurus husonicus).
Il quattrocchi è una delle specie protette dall'Agreement on the Conservation of African-Eurasian Migratory Waterbirds (AEWA).
In Nordamerica durante gli anni '70 circa 188.300 quattrocchi vennero uccisi dai cacciatori di anatre, cifra che rappresenta circa il 4% del numero totale di anatre uccise in quella regione durante quel periodo. Probabilmente al giorno d'oggi la percentuale è la stessa. Sia l'habitat di nidificazione che quello di svernamento di questi uccelli è stato danneggiato dall'incuria e dall'inquinamento. Comunque, questa è l'unica anatra in Nordamerica ad aver tratto benefici a breve termine dall'acidificazione dei laghi.